# We Are Young
We Are Young è un singolo del gruppo musicale indie pop statunitense Fun., pubblicato il 20 settembre 2011 dall'etichetta discografica Fueled by Ramen ed estratto dal secondo album di inediti del gruppo, Some Nights, pubblicato nel febbraio 2012.
Il brano, inciso con la collaborazione della cantante R&B Janelle Monáe, è stato scritto dai tre membri del gruppo, Nate Ruess, Andrew Dost e Jack Antonoff, insieme a Jeff Bhasker, che ne ha curato anche la produzione.
Dopo essere stato reinterpretato dal cast della serie televisiva Glee durante la puntata Crescere, andata in onda negli Stati Uniti il 6 dicembre 2011 con il titolo Hold On To Sixteen, il brano ha ottenuto, nella sua versione originale, l'attenzione dei media americani ed ha scalato la Billboard Hot 100, fino ad occuparne la prima posizione per sei settimane consecutive.
Dal 5 marzo 2012 il singolo è stato diffuso su scala internazionale dalla Atlantic.
Il singolo è risultato essere il terzo più venduto negli Stati Uniti del 2012, con oltre 5.846.000 di copie vendute. Nel Regno Unito, invece, il singolo ha venduto in totale oltre un milione di copie.
Il 10 febbraio 2013 i Fun., alla cerimonia dei Grammy Awards 2013, hanno vinto per questa canzone il Grammy Award alla canzone dell'anno.

## Produzione e registrazione
La canzone è stata scritta dai tre membri del gruppo, ovvero Nate Ruess, Andrew Dost e Jack Antonoff, insieme al produttore del brano stesso, Jeff Bhasker.
Secondo quanto dichiarato da Bhasker, una prima bozza del brano era stata composta dalla band prima che il produttore conoscesse il cantante del gruppo. L'incontro tra Ruess e Bhasker, dopo essere stato rimandato più volte a seguito degli impegni di quest'ultimo, avvenne nel marzo 2011 presso il Bowery Hotel, nel quartiere Lower East Side di New York. Nonostante il produttore avesse pianificato di concedere solo dieci minuti al leader dei Fun., Ruess riuscì a convincerlo spiegandogli il suo desiderio di fondere i ritmi hip-hop con gli effetti della musica elettronica e la teatralità del pop rock di alcuni gruppi degli anni settanta come i Queen e le Electric Light Orchestra. Bhasker invitò così il cantante nella propria stanza di albergo, dove gli fece ascoltare i brani ai quali stava lavorando con Beyoncé e dove Ruess accennò al ritornello di We Are Young. Secondo quanto dichiarato da lui stesso, il produttore fu subito colpito dall'esecuzione, perciò decise di lavorare con il gruppo e prenotò immediatamente uno studio di registrazione per il giorno successivo.
Il coinvolgimento di Janelle Monáe risale invece ad un momento successivo. Jeff Bashker, che conosceva la cantante, decise di incontrarla e le fece ascoltare il brano. Entusiasmata dalla canzone, Janelle Monáe decise di accettare l'invito e registrò in Inghilterra la propria parte vocale.

## Composizione
We Are Young è una power ballad che mescola elementi del rock e dell'indie pop. La collaborazione con Jeff Bhasker ha inoltre influenzato il brano con sonorità hip hop, genere nel quale il produttore ha concentrato la maggior parte della sua precedente attività.
Secondo quanto dichiarato dal gruppo stesso, la canzone può essere considerata un inno dei Fun., in grado di rappresentare la sintesi del loro mondo musicale. Il chitarrista Jack Antonoff ha infatti affermato: «È una cosa piuttosto rara, perché in ogni altro progetto al quale abbiamo lavorato, credo che nessuno di noi abbia mai pensato che quella canzone fosse qualcosa per cui dire "Questa è la nostra band". Ora invece siamo orgogliosi di poter dire "Ascoltate questa canzone, e poi venite ad ascoltare tutto il resto».

## Video
Il videoclip del brano, filmato sfruttando l'effetto slow-motion, è stato diretto dal regista statunitense Mark Klasfeld. In particolare, i Fun. vengono ripresi mentre si esibiscono all'interno di un bar, proseguendo l'esecuzione del brano anche dopo l'inizio di una rissa che coinvolge i clienti del bar stesso. La cantante Janelle Monáe partecipa al video con un cameo, nel quale viene ripresa mentre canta la parte del brano a lei affidata.

## Tracce
CD, download digitale
1. We Are Young – 4:10

7"
1. We Are Young – 4:10
2. One Foot – 3:32

## Classifiche

### Classifiche settimanali
| Classifica (2011/12) | Posizione massima |
| -------------------- | ----------------- |
| Australia            | 1                 |
| Austria              | 1                 |
| Belgio (Fiandre)     | 5                 |
| Belgio (Vallonia)    | 2                 |
| Canada               | 1                 |
| Danimarca            | 3                 |
| Finlandia            | 14                |
| Francia              | 7                 |
| Germania             | 4                 |
| Irlanda              | 1                 |
| Italia               | 2                 |
| Norvegia             | 2                 |
| Nuova Zelanda        | 2                 |
| Paesi Bassi          | 10                |
| Regno Unito          | 1                 |
| Repubblica Ceca      | 2                 |
| Slovacchia           | 5                 |
| Spagna               | 12                |
| Stati Uniti          | 1                 |
| Svezia               | 4                 |
| Svizzera             | 2                 |

### Classifiche di fine anno
| Classifica (2012) | Posizione |
| ----------------- | --------- |
| Australia         | 12        |
| Austria           | 8         |
| Belgio (Fiandre)  | 19        |
| Belgio (Vallonia) | 14        |
| Canada            | 3         |
| Danimarca         | 20        |
| Giappone          | 30        |
| Irlanda           | 3         |
| Italia            | 14        |
| Nuova Zelanda     | 3         |
| Paesi Bassi       | 39        |
| Polonia           | 33        |
| Regno Unito       | 3         |
| Spagna            | 30        |
| Stati Uniti       | 3         |
| Svezia            | 17        |
| Svizzera          | 15        |